# Distretto di Huangpi
Il distretto di Huangpi (黄陂区S, Huángpí QūP) è un distretto della Cina, situato nella provincia di Hubei e amministrato dalla città sub-provinciale di Wuhan.